# Stegobolus subcavatus
Stegobolus subcavatus är en lavart som först beskrevs av William Nylander och  som fick sitt nu gällande namn av Andreas Frisch. 
Stegobolus subcavatus ingår i släktet Stegobolus och familjen Graphidaceae. Inga underarter finns listade i Catalogue of Life.